# 杭温高速铁路
杭温高速铁路，简称杭温高铁，是浙江省一条连接杭州市、金华市、台州市和温州市之间的高速铁路，设计时速350公里/小时。杭温高铁是中国首条兼具国务院混合所有制改革试点和国家发改委社会资本投资示范的“双示范”民营控股高铁项目，是长三角高速铁路网的重要组成部分，建成运营后，杭州、金华、台州、温州等地丰富的旅游资源将串联成线，东阳市也将迈入高铁时代。全线2024年9月6日开通运营。

## 路线
杭温铁路一期北起义乌站，南接杭深铁路温州北站至温州南站，全长218.26公里；二期南起一期起点义乌站，北至桐庐东站接湖杭铁路至杭州西站，全长59公里。线路途经杭州、金华、台州、温州等4市9县（市、区）。杭州西至温州南全长约331.3公里。

## 历史
2017年3月9日，杭温高速铁路一期正式开工。
2018年3月28日，二期杭州西至桐庐东段作为“湖州至杭州西至杭黄连接线”一部分在杭州召开可研审查会。
2020年12月30日，杭温高速铁路二期（杭州至义乌段）正式开工，新建桐庐东、浦江2座车站，建设工期三年半。
2021年12月14日，二期工程首座隧道古塘源三号隧道贯通。
2022年1月25日，杭温高铁全线最长的高风险隧道——西山隧道顺利贯通。4月7日，杭温高铁二期全线首孔箱梁成功架设。4月28日，杭温高铁全线首座跨高铁连续梁，二期工程跨杭黄铁路特大桥连续梁成功转体。6月9日和10日，一期香山岭隧道和富佑隧道分别顺利贯通。8月19日，户口隧道顺利贯通。10月14日，杭温高铁最大跨度系杆拱顺利合龙。10月20日，杭温铁路二期工程最大跨度连续梁，跨杭黄铁路特大桥完成合龙，该连续梁同时上跨杭新景高速公路和桐庐县凤川大道。
2023年3月26日，全长10240米的杭温高铁最长隧道木匪岭隧道贯通，二期全线隧道全面贯通。7月20日，杭温高铁开始全线铺轨。8月30日，杭温高铁南岙特大桥高铁双线T构连续梁跨甬台温铁路转体成功。10月10日，杭温高铁启动接触线架设。11月24日，永嘉右行线跨甬台温铁路特大桥主跨顺利合龙，永嘉段桥隧全线贯通。该桥全长1906.99米，为世界首座大跨度钢混刚构连续梁铁路桥，也是目前中国最大跨度单线铁路连续刚构桥。11月29日，杭温铁路二期正式进入铺轨阶段。
2024年1月8日，杭温高铁二期正线钢轨铺设完成。5月18日，杭温高铁进入联调联试阶段。7月30日，杭温高铁开始空载试运行。
2024年9月6日，杭温高速铁路开通运营。

## 车站
| 杭温高速铁路                 |          |          |          |                           |                       |                                   |          |      |
| 所在地区                     | 所在地区 | 所在地区 | 车站     | 杭州西站起计里程 （公里） | 连接铁路              | 城市轨道交通转乘路线              | 规模     | 备注 |
| ↑ 续接商杭客运专线至杭州西站 |          |          |          |                           |                       |                                   |          |      |
| 浙江省                       | 杭州市   | 桐庐县   | 桐庐东站 |                           | 商杭客运专线          |                                   | 4台8线   |      |
| 浙江省                       | 金华市   | 浦江县   | 浦江站   |                           |                       |                                   | 2台4线   |      |
| 浙江省                       | 金华市   | 义乌市   | 义乌站   |                           | 沪昆高速铁路 沪昆铁路 | 义东线                            | 11台27线 |      |
| 浙江省                       | 金华市   | 东阳市   | 横店站   |                           |                       | 义东线                            | 3台8线   |      |
| 浙江省                       | 金华市   | 磐安县   | 磐安站   |                           |                       |                                   | 2台4线   |      |
| 浙江省                       | 台州市   | 仙居县   | 仙居站   |                           |                       |                                   | 2台6线   |      |
| 浙江省                       | 温州市   | 永嘉县   | 楠溪江站 |                           |                       |                                   | 2台4线   |      |
| 浙江省                       | 温州市   | 永嘉县   | 温州北站 |                           | 甬台温铁路            | 温州市域铁路S3线 温州轨道交通M1线 | 5台13线  |      |
| ↓ 续接甬台温铁路至温州南站   |          |          |          |                           |                       |                                   |          |      |

## 影响
杭温高速铁路项目建成通车时，将结束东阳市、仙居县、磐安县不通高速铁路的历史。